# Тип 89 (САУ)
Тип 89 (PLZ-89)  — китайская 122-м самоходная гаубица, разработанная компанией Norinco в конце 1980-х годов. Находится на вооружении НОАК. 

## История
НОАК требовались мобильные гаубицы, поддерживающие пехоту, поэтому в конце 1980-х был разработан PLZ-89. Всего было разработано несколько сотен бронемашин. На данный момент PLZ-89 находится на вооружении НОАК, но на данный момент активно на смену ей приходят PLZ-07 и PLZ-07М.  Впервые Тип 89 был представлен на военном параде в Пекине в честь 50-летия КНР.

## Конструкция
Шасси PLZ-89 основаны на базе Тип 77 en . Экипаж бронемашины состоит из командира, наводчика,  двух заряжающих и водителя. Двигательный отсек находится в передней части корпуса, слева от двигателя располагается водитель и командир. Алюминиевое бронирование способно защищать от стрелкового оружия и осколков. Также Тип 89 имеет защиту от ОМП и 
автоматическую систему пожаротушению.

## Вооружение
Тип 89 вооружён 122-мм гаубицей Тип 86, которая является копией советского Д-30. Дальность стрельбы орудия с использованием фугасного снаряда составляет 18000 км, а при использовании дальнобойного 21000 км. Орудие имеет полуавтоматическое заряжание, с максимальной скоростью заряжания 8-6 выстрелов в минуту. Боекомплект состоит из 40 снарядов.
Также PLZ-89 вооружена 12.7 мм пулемётом на крыше башни.

## Передвижение
Бронемашина оснащена дизельным двигателем водяного охлаждения 12V150L12 мощностью 450 л.с (331 кВт), который позволяет разгоняться до 60 км/ч. Запас хода составляет 500 км.
Тип 89 может оснащаться плавучим комплектом, который позволяет ей плавать.

## Варианты
- SH3  — экспортная версия PLZ-89. Отличается улучшенной мобильностью и огневой мощью. Экспортировался в Руанду